# Barry Kiener
Barry Kiener (* 1955 oder 1956; † 25. Mai 1986 bei Kingman (Arizona)) war ein US-amerikanischer Jazzpianist und -organist.

## Leben und Wirken
Kiener, der aus Rochester (New York) stammte, arbeitete in den 1970er-Jahren in den Bands des Schlagzeugers Buddy Rich, so auch in der Buddy Rich Big Band. Mit Rich spielte er auf einem NDR Jazzworkshop 1977. Daneben wirkte er bei Aufnahmen von Lionel Hampton, Mel Tormé, Danny D’Imperio und Turk Mauro mit. 1980 nahm er für das Label Phoenix Jazz zwei Alben unter eigenem Namen auf, Introducing the Barry Kiener Trio, mit Tom Warrington (Bass) und Danny D’Imperio (Schlagzeug) sowie Live at Strathallan, mit Frank Pullara (Bass). Im Bereich des Jazz war er zwischen 1976 und 1980 an 22 Aufnahmesessions beteiligt. Kiener starb 1986 während einer Tournee mit Rich im Alter von 30 Jahren an einer Überdosis Heroin in der Nähe von Kingman (Arizona).